# Ernst Paul Weise

Persönliches Signet von Ernst Paul Weise

Ernst Paul Weise (* 1890 in Niederhäslich; † 1981 in Berlin) war ein deutscher Werbegraphiker.

## Leben
Weise arbeitete während des Ersten Weltkrieges unter der Leitung von Johannes Maximilian Avenarius in der Druckerei des Generalstabes in Berlin. 1922 gestaltete er mit Avenarius die Eingangshalle von Gerhart Hauptmanns Villa in Agnetendorf im Riesengebirge.
Seit 1919 war Weise als Werbegraphiker tätig, ab 1926 in eigenem Atelier in Berlin. Er war Mitglied im Bund der Deutschen Gebrauchsgraphiker und arbeitete u. a. für Kunden wie den Schocken-Einzelhandelskonzern, den Batterie-Hersteller Daimon, das Nahrungsmittelunternehmen Nestlé und den Aufzugsfabrikanten Flohr. Außerdem war er Dozent der Höheren Fachschule für Textil- und Bekleidungsindustrie in Berlin.
1936 beteiligte sich Weise an einem Wettbewerb der Deutschen Apothekerschaft für ein neues Apothekensignet und erhielt den ersten Preis für das von ihm entwickelte Apotheken-A. Kurz darauf wurde er wegen eines fehlenden Ariernachweises seiner Frau Eva Stern vorübergehend aus der „Reichskammer der bildenden Künste“ mit Berufsverbot ausgeschlossen.
In den letzten Kriegsjahren des Zweiten Weltkrieges lebte Weise zurückgezogen bei seinem Jugendfreund Karl Hanusch in Freital-Niederhäslich. Nach Kriegsende arbeitete er als Illustrator für Lehrbücher beim Ostberliner Verlag Volk und Wissen. Außerdem entwarf er Briefmarken, darunter gemeinsam mit Fritz Jacob die erste DDR-Marke „75 Jahre Weltpostverein“ sowie 1950 eine Serie zum 200. Todestag von Johann Sebastian Bach.
Der künstlerische Nachlass von Ernst Paul Weise wird von der Kunstbibliothek – Staatliche Museen zu Berlin verwaltet.

## Arbeiten

Weises Entwurf für das Apotheken-A
Logo für die Aufzugs-Maschinenfabrik Flohr, Berlin, der späteren Flohr-Otis
Logo des Batterie-Herstellers Daimon auf dem Etikett einer Flachbatterie (1924)
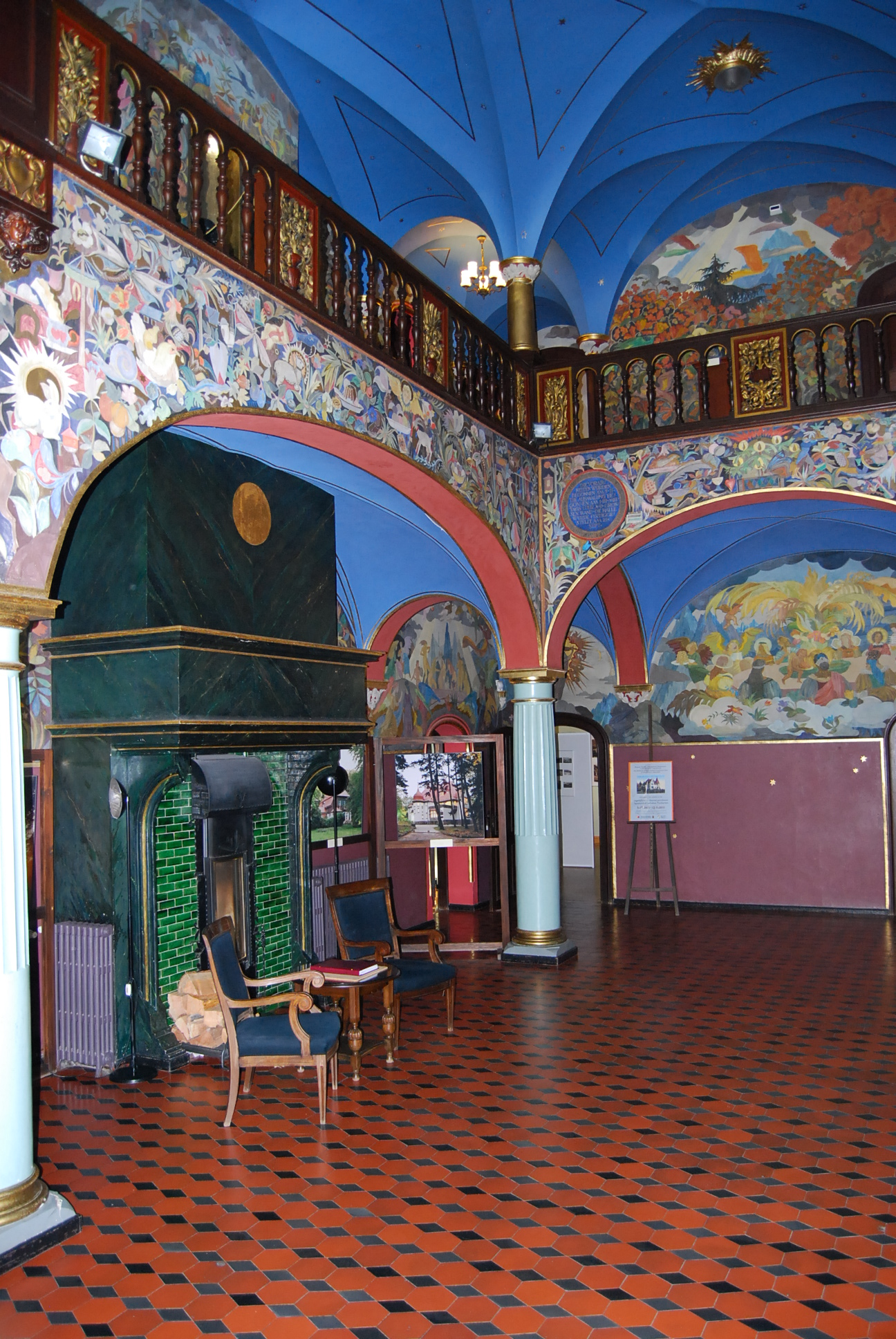
Die von Johannes Maximilian Avenarius und seinem Schüler Ernst Paul Weise gestaltete „Paradieshalle“ in Gerhart Hauptmanns Haus Wiesenstein.